# Mary Grey

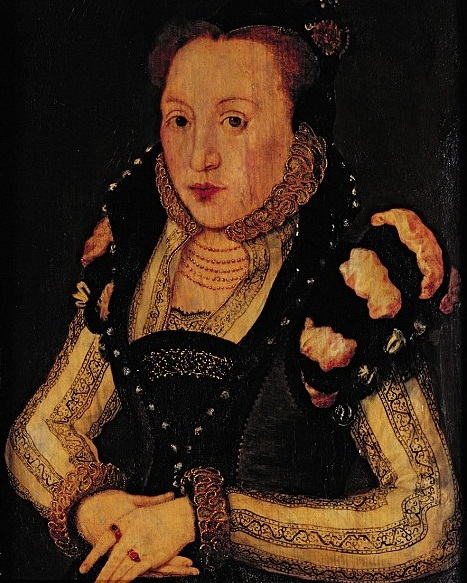
Lady Mary Grey

Lady Mary Grey (* 1545; † 20. April 1578 in London), verheiratete Keyes, war eine englische Adlige und jüngste Tochter von Lady Frances Brandon aus ihrer Ehe mit Henry Grey, 1. Duke of Suffolk. Über ihre Mutter war sie eine Enkelin Mary Tudors, der jüngeren Schwester Heinrichs VIII. Laut des Testaments ihres königlichen Großonkels standen sie und ihre älteren Schwestern Catherine Grey und Jane Grey in der Thronfolge direkt hinter Heinrichs Kindern. Wie ihre Schwester Catherine fiel Mary unter Königin Elisabeth I. aufgrund einer heimlichen Eheschließung in Ungnade und wurde von ihr jahrelang gefangengehalten.

## Leben

### Kindheit und Jugend
Mary Grey wurde im Jahr 1545 als drittes überlebendes Kind von Frances Brandon und Henry Grey, Marquess of Dorset, geboren. Im selben Jahr starb ihr Großvater mütterlicherseits, Charles Brandon, 1. Duke of Suffolk. Als ihr Großonkel Heinrich VIII. nur ein Jahr später starb, verfügte er in seinem Testament, dass nach seinen eigenen Kindern Eduard, Maria und Elisabeth die Nachkommen seiner Schwester Mary Tudor den Thron erben sollten. Somit standen Mary Grey und ihre Schwestern Jane und Catherine als Enkelinnen Mary Tudors in der Thronfolge. Anders als Jane und Catherine wuchs Mary jedoch nicht normal und sollte später die kleinste Person bei Hofe sein. Daher vermuten einige Historiker, dass sie unter Minderwuchs litt. Über die Einstellung ihrer Eltern zu ihrem geringen Wuchs ist nichts überliefert. Dennoch waren in der damaligen Zeit adlige Würden eng mit dem äußeren Erscheinungsbild verknüpft, so dass Mary trotz ihres königlichen Blutes nicht ernsthaft als Thronfolgerin in Betracht gezogen wurde.

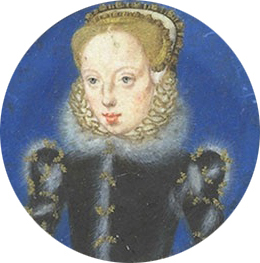
Marys ältere Schwester Catherine Grey

Trotzdem erhielt Mary wie ihre Schwestern eine hervorragende Ausbildung unter Tutoren wie John Aylmer. Noch als Erwachsene besaß Mary eine französische und eine italienische Grammatik sowie John Foxes Acts of Monument über protestantische Märtyrer. Auf Grund ihres Glaubens wurden die drei Schwestern, als Eduard todkrank wurde, als protestantische Alternative zu der katholischen Prinzessin Maria betrachtet. John Dudley, 1. Duke of Northumberland und Lordprotektor von England, schlug 1553 zur Festigung eines protestantischen Bündnisses vor, Marys sechzehnjährige Schwester Jane mit seinem Sohn Guildford Dudley und die zwölfjährige Catherine mit Henry Herbert, 2. Earl of Pembroke zu verheiraten.
Äußerlichkeiten mochten Mary inoffiziell von der Thronfolge ausschließen, aber sie konnte theoretisch gesunde, königliche Kinder zur Welt bringen. Aus diesem Grund wurde sie mit nur acht Jahren mit einem entfernten Verwandten verlobt, Arthur Lord Grey of Wilton. Anders als die jungen Bräutigame ihrer Schwestern war Lord Grey ein Mann mittleren Alters und ein kampferprobter Soldat, dessen Gesicht im Krieg gegen die Schotten durch schwere Verletzungen entstellt worden war. Die Verlobung wurde allerdings kurz nach dem missglückten Versuch, Jane auf den englischen Thron zu bringen, aufgelöst. Königin Maria begnadigte Marys Vater zunächst aufgrund der Fürbitte Frances Brandons und beabsichtigte auch Marys Schwester Jane zu verschonen.
Als Henry Grey jedoch 1554 an der Wyatt-Verschwörung gegen Marias Eheschließung mit König Philipp II. von Spanien teilnahm, wurden er und seine Tochter Jane als Verräter hingerichtet. Auch Marys Onkel Lord Thomas Grey starb für seine Beteiligung an dem Aufstand auf dem Schafott. Nach der Hinrichtung ihrer Verwandten verdankte Mary es einzig ihrer Mutter Frances Brandon, dass die Familie die Gunst der Königin zurückgewann. Sowohl Mary als auch Catherine wurden als sogenannte Maids of Honour an den Hof berufen, eine englische Bezeichnung für unverheiratete Hofdamen. Ihre Mutter Frances wurde in die Privy Chamber der Königin aufgenommen und verschaffte auch Marys bester Freundin und Cousine Margaret Willoughby einen Platz bei Hofe. Trotz ihres protestantischen Glaubens verhielten sich die Greys unter Marias katholischer Herrschaft konform. Nach knapp einem Jahr verheiratete Marys Mutter sich mit Adrian Stokes und zog sich zusammen mit Mary vom Hofleben zurück.

### Heimliche Heirat
Nach der Thronbesteigung Elisabeths galten Catherine und Mary Grey für viele Adlige als Erben der Königin, sollte sie kinderlos sterben. Elisabeth allerdings hatte kein Interesse daran, zu ihren Lebzeiten einen Thronfolger zu benennen und behandelte insbesondere Catherine Grey kühl und misstrauisch. Als 1561 Catherines heimliche Ehe mit Edward Seymour, 1. Earl of Hertford ans Licht kam, sperrte die wütende Elisabeth das junge Paar in den Tower of London. Im Gefängnis bekam Catherine 1561 und 1563 zwei Söhne und wurde schließlich sowohl von ihrem ältesten Sohn als auch von ihrem Ehemann permanent getrennt und unter Hausarrest gehalten. Elisabeth befürchtete, dass Nachkommen der Greyschwestern eine Bedrohung für ihren Thron darstellen konnten.

Königin Elisabeth I.

1564 verliebte sich auch Mary. Wie ihre Mutter es in ihrer zweiten Ehe getan hatte, wählte Mary einen Mann unter ihrem eigenen Stand. Sein Name war Thomas Keyes und er versah bei Hofe das Amt eines Pförtners. Als Verwandter der Familie Knollys, Nachkommen Mary Boleyns, war er möglicherweise auch entfernt mit Königin Elisabeth verwandt. Unter anderem war er dafür zuständig, Unruhestifter und Raufbolde vom Hof zu entfernen. William Cecil bezeichnete ihn als „den größten Gentleman am Hof“ und Mary als „die Kleinste von allen“. Obwohl Zeitgenossen Mary als „bucklig“ und „sehr hässlich“ beschrieben, hielt es den bereits verwitweten Mittvierziger Keyes nicht davon ab, ihr Schmuckstücke zu schenken und sie zu umwerben. Möglicherweise hoffte Mary, dass eine Eheschließung unter ihrem Stand als ähnlich ungefährlich betrachtet werden würde wie die Verheiratung ihrer Mutter mit Adrian Stokes.
Das Beispiel ihrer Schwester hatte Mary gezeigt, was geschehen würde, wenn sie ohne Erlaubnis der Königin heiraten sollte. Doch da Elisabeth in dieser Zeit durch Parlamentsdebatten über Catherine Greys Rechte und durch die Verlobung Maria Stuarts mit Henry Stuart, Lord Darnley in Atem gehalten wurde, entschloss sich das Paar schließlich 1565 heimlich zu heiraten. Am 16. Juli 1565 ergab sich eine günstige Gelegenheit, als die Königin mit einem Teil ihres Gefolges der Hochzeit ihres Verwandten Henry Knollys beiwohnte. In Anwesenheit einiger Zeugen, unter anderem ihrer alten Freundin Margaret Willoughby, heiratete Mary um neun Uhr abends Thomas Keyes in seinen privaten Gemächern.
Am 21. August erfuhr die Königin schließlich von der Eheschließung. Da Elisabeth gerade erst von Maria Stuarts Verheiratung mit Darnley erfahren hatte und ihren Thron in Gefahr sah, war die unerlaubte Hochzeit einer weiteren königlichen Verwandten eine zusätzliche Bedrohung. William Cecil schrieb in einem Brief an Lord William Howard: „Der Verstoß gegen die Gnade der Königin wiegt schwer und ihre Majestät nimmt es sich sehr zu Herzen.“. Mary und ihr Ehemann wurden auf Befehl der Königin getrennt und unter Arrest gestellt.

### Unter Arrest
Während Thomas Keyes ins Fleet-Gefängnis in London geworfen wurde und dort die Misshandlungen des Aufsehers ertragen musste, hatte Mary zumindest das Glück, bei einem Freund der Familie unter Hausarrest gestellt zu werden. Sir William Hawtrey, High Sheriff of Buckinghamshire, brachte sie in seinem Landsitz Chequers unter und behandelte sie so freundlich, wie es ihm die Haftbedingungen erlaubten. Elisabeth verbot Mary Besuche zu empfangen und auch ihre Zeit an der frischen Luft war begrenzt. In ihrer Gefangenschaft schrieb Mary Briefe an Cecil mit der Bitte, die Königin zu besänftigen und zur Verzeihung zu bewegen. Keyes stimmte sogar zu, die Ehe annullieren zu lassen, wenn er nur aus dem Gefängnis entlassen werden konnte. Doch anders als bei Catherine Greys Eheschließung gab es diesmal Zeugen für die Trauung und die Ehe konnte daher nicht einfach annulliert werden. Obendrein wurde ein neuer Aufseher eingestellt, der dem groß gewachsenen Keyes keine Bewegung außerhalb seiner winzigen Zelle erlaubte und ihn zusätzlich mit vergiftetem Essen schikanierte.

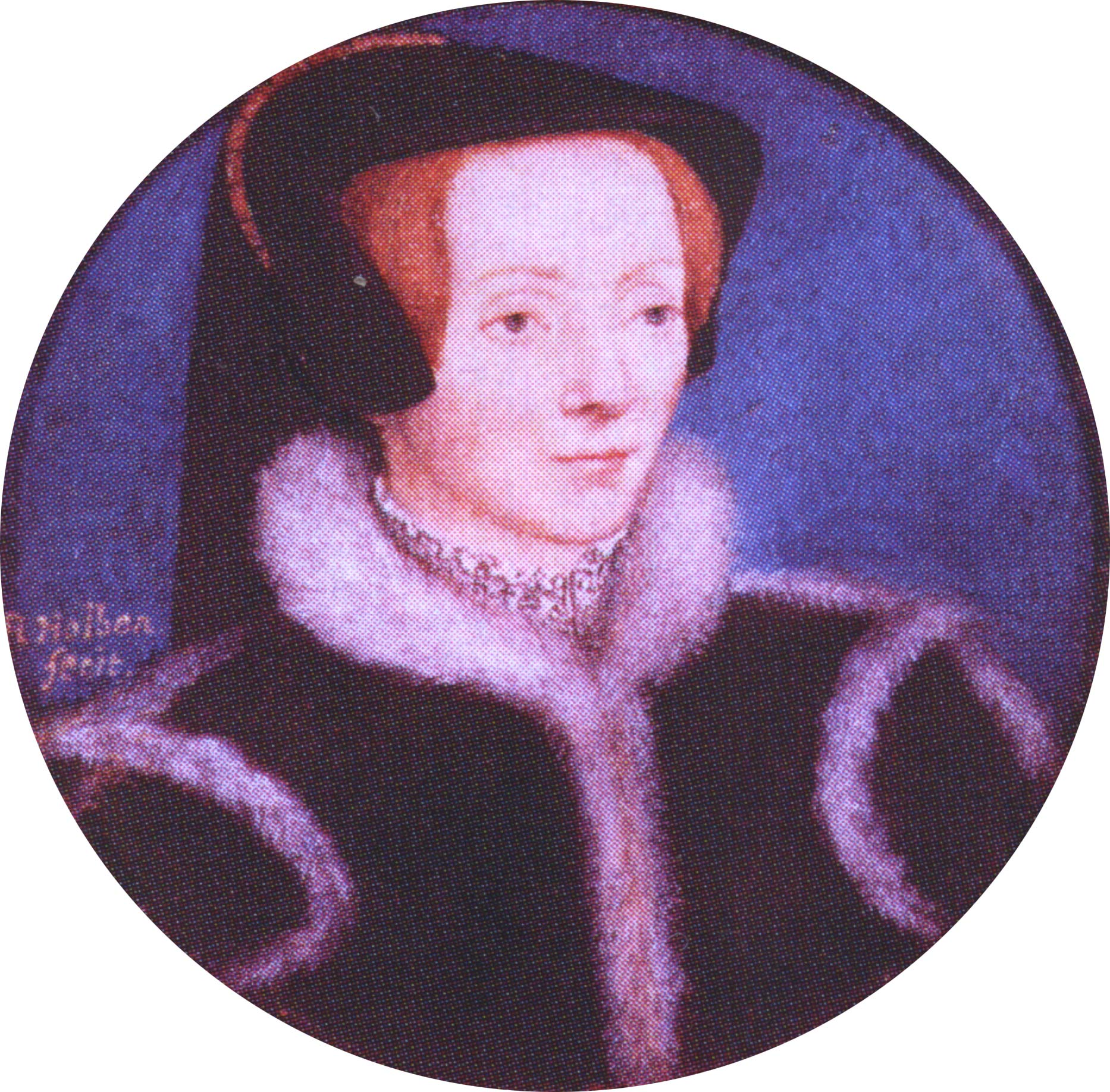
Katherine Willoughby, Marys Stiefgroßmutter

Am 7. August 1567 wurde Mary Grey in die Obhut von Katherine Willoughby gegeben. Katherine war die letzte, sehr junge Ehefrau von Marys Großvater Charles Brandon gewesen und war somit Marys angeheiratete Großmutter. Sie war Mary wohlgesinnt, die Begutachtung von Marys Haushaltsgegenständen allerdings sorgte für einen ihrer berühmten Wutanfälle. Damals war es üblich, dass die Haushaltsgegenstände den Rang des Besitzers widerspiegelten und als Mitglied der königlichen Familie stand Mary ein gewisser Luxus zu. Katherine Willoughby war daher fassungslos, als sie sah, in welchem Zustand sich Marys Sachen befanden und schrieb einen empörten Brief an ihren alten Freund William Cecil.

„Sie besitzt nichts außer einem alten Federbett, zerrissen und voller Flicken, ohne Polsterkissen oder Tagesdecke. Stattdessen zwei alte Kissen, eins länger als das andere, eine alte seidene Steppdecke, die so zerschlissen ist, dass die Baumwolle herauskommt und ein erbärmlicher kleiner Baldachin aus roter Seide, kaum gut genug als Vorhang für den Abort.“

Katherine bat Cecil daher um Geschirr und angemessene Möbel für Mary und versprach, gemeinsam mit ihr „die guten Hausfrauen zu spielen“. Über den Zustand ihrer Stiefenkelin sagte sie: 

„Obwohl ich mir sicher bin, dass sie froh darüber ist, bei mir zu sein, versichere ich Euch, dass sie in ihrem Verhalten und Handeln zutiefst traurig und beschämt über ihren Fehler ist - ich glaube hauptsächlich weil sie mich seitdem nicht gesehen hatte - und dass ich sie seit ihrer Ankunft nicht dazu bringen konnte, etwas zu essen. In diesen zwei Tagen hat sie kaum mehr als ein Hühnerbein gegessen. Ich fürchte um ihr Leben und darum schreibe ich Euch umso williger, da ich glaube, ein wenig Trost wird ihr gut tun.“

Nur wenige Monate später, am 26. Januar 1568, starb Marys einzige verbliebene Schwester Catherine Grey in Gefangenschaft im Alter von nur achtundzwanzig Jahren. Damit stand Mary, wenn es nach der von Heinrich VIII. testamentarisch festgelegten Thronfolge ging, als Elisabeths Erbin an erster Stelle. Die Beziehungen zwischen Elisabeth und Katherine Willoughby waren angespannt, was möglicherweise ein Grund war, Mary wieder aus Katherines Haushalt zu entfernen, bevor sie zu einem Fokus für unzufriedene Protestanten wurde. Im Juni 1569 wurde sie in die Obhut eines neuen Aufsehers gegeben, Sir Thomas Gresham, der sich jedoch gemeinsam mit seiner Frau Anne bei Cecil bitter über die Bürde beschwerte. Im selben Jahr wurde ihr Ehemann endlich aus der Haft entlassen. Er bat den Erzbischof Matthew Parker um Vermittlung mit der Königin, „damit er die Erlaubnis erhalten könnte, nach dem Gesetz Gottes mit seiner Ehefrau zu leben.“ Doch Elizabeth blieb hart.

### Die letzten Jahre
Im Jahr 1571 starb Thomas Keyes, ohne Mary jemals wieder gesehen zu haben. Mary war untröstlich und bat die Königin um Erlaubnis, Keyes’ verwaiste Kinder als ihre eigenen Kinder aufziehen zu dürfen. Es wurde ihr nicht gestattet, aber zumindest wurden ihre Haftbedingungen nun gelockert. Marys Porträt stammt aus diesem Jahr. Die Tatsache, dass sie auf dem Bild ihren Ehering offen zeigt und ihre Briefe nun mit „Mary Keyes“ unterzeichnete, wird von einigen Historikern als Aufbegehren gegen ihre Behandlung durch Elisabeth interpretiert. Im Mai 1572 schließlich entließ Elisabeth Mary nach sieben Jahren Gefangenschaft aus der Haft, verweigerte ihr allerdings ihren vollen Anteil an der Erbschaft ihrer Mutter. Stattdessen zahlte sie ihr einen bescheidenen Lebensunterhalt.
Mary verbrachte die ersten Monate in Freiheit bei ihrem Stiefvater Adrian Stokes und seiner neuen Frau Anne Carew, Tochter von Sir Nicholas Carew und Nichte von Francis Bryan. Anne Carew war eine alte Freundin der Greys. Sie kannte Mary seit ihrer Kindheit und hatte in ihrer ersten Ehe mit Nicholas Throckmorton Marys älteste Schwester Jane Grey bei einer Taufe vertreten. In Gesellschaft ihrer Stieffamilie erholte Mary sich von ihren Schicksalsschlägen und konnte im Februar 1573 schließlich ihren eigenen Haushalt gründen. Nach wie vor stand sie im Briefkontakt mit Edward Seymour, 1. Earl of Hertford, dem Witwer ihrer Schwester Catherine. Zu Neujahr 1574 zeigte sich schließlich auch Königin Elisabeth gnädiger gestimmt und akzeptierte ein Geschenk von Mary. Im Gegenzug für goldene Knöpfe gab Elisabeth Mary einen silbernen Becher, ein offizielles Zeichen, dass sie ihr verziehen hatte. Ende des Jahres 1577 wurde Mary schließlich wieder als Hofdame in Elisabeths Dienste berufen.
Am 20. April 1578 starb Mary Grey im Alter von 33 Jahren in London, vermutlich an der Pest. In ihrem Testament, aufgesetzt drei Tage vor ihrem Tod, vermachte sie die Juwelen, die sie von ihrer Mutter geerbt hatte, Katherine Willoughby. Auch Margaret Willoughby und Anne Carew wurden von ihr bedacht. Den Ort ihrer Bestattung überließ sie Elisabeth, die sich für Westminster Abbey entschied. Die Beerdigung fand am 14. Mai statt, wobei der Trauerzug von Katherine Willoughbys Tochter Susan Bertie angeführt wurde. Mary wurde in der Gruft ihrer Mutter Frances Brandon beigesetzt, erhielt allerdings keine eigene Gedenktafel.

## Fiktionale Darstellung
Mary Grey ist eine Protagonistin in Elisabeth Fremantles Roman Im Schatten der Königin (Originaltitel: Sisters of Treason) von 2014 sowie in Philippa Gregorys Roman Um Reich und Krone (Originaltitel: The last Tudor) von 2018.
In Inger-Maria Mahlkes Roman Wie ihr wollt ist Mary Grey Hauptfigur und Erzählerin. (2015, Shortlist Buchpreis)